# Arbejde (samfundsvidenskab)
 For alternative betydninger, se Arbejde. (Se også artikler, som begynder med Arbejde)
Arbejde refererer til den fysiske og mentale aktivitet, et menneske udfører for at skabe noget af værdi, såkaldt brugsværdi. Den igennem arbejdet skabte brugsværdi kan både være noget materielt (en ting, f.eks. en stol, en bil eller et rugbrød) og noget immaterielt (en hårklipning, et musiknummer, en medicinsk behandling etc.).
Kendetegnende for arbejde er, at det altid finder sted under bestemte sociale omstændigheder, der bevirker, at det altid har en bestemt social form. Det er således svært at tale om arbejde som sådan. Et eksempel på en af de sociale former, arbejdet antager, eller kan antage, er slaveriet og andre former for tvangsarbejde, hvor arbejdsaktiviteten hverken er frivillig eller økonomisk belønnet. Et andet er lønarbejdet, der er arbejdets hovedform i det moderne, kapitalistiske samfund.
I overført betydning fra den oprindelige siges også maskiner at udføre arbejde, idet f.eks. produktionsmaskiner og computere udfører arbejde, der ellers ville skulle udføres fysisk, hhv. mentalt, af mennesker.
Menneskeligt arbejde beregnes som arbejdskraftens/medarbejderens anvendelse pr. time. Arbejdskraftens pris (løn) opgives f.eks. som timeløn, akkordløn eller provisionsløn, hvilket betales af arbejdsgiveren. Lønnen kan desuden indeholde forskellige goder, pensionsordning, bonus mm. Produktets merværdi er en konsekvens af det udførte arbejde, og er forskellen på varens salgspris og omkostningerne til løn, materialer mm.
Kendetegnende for det moderne samfund er, at det hylder arbejdet og herunder lønarbejdet. Antagelsen er, at jo mere befolkningen arbejder (i betydningen lønarbejder), desto bedre for samfundet som helhed. De sidste godt 200 år har en stribe filosoffer og tænkere forsøgt at formulere en kritik af dette synspunkt. Bl.a. kan nævnes: Karl Marx, Paul Lafargue, Herbert Marcuse, Guy Debord, Antonio Negri, André Gorz og Robert Kurz.

## Ordets oprindelse
"Arbejde" hed på gammeldansk ærvithi, norrønt erfiði, der modsvaredes af tysk Arbeit, som har erstattet det oprindelige ærvithi i dansk;  dannet til en indoeuropæisk rod *orbh- (= at ændre tilhørighed; at gå fra en status til en anden) tilsvarende roden *orbho- (= faderløs; frataget status) som er blevet til engelsk orphan (= forældreløs). Roden *orbh- blev til gammelslavisk *orbu, hvoraf dannedes rabu (= slave). I gammeltjekkisk fik man derfra rabota (= tjeneste). Dette slaviske ord er et modstykke til tysk Arbeit; konsonanterne genkendes i begge ord (RBT). Tjekkisk robota (= tvangsarbejde, slid) blev til robotnik (= tvangsarbejder), som igen er blevet til vort ord robot.

## Arbejde og hukommelse
Der er tilsyneladende en sammenhæng mellem arbejde og hukommelse, sådan at et job med komplicerede opgaver og relationer til andre mennesker giver større sandsynlighed for en god hukommelse i høj alder. Et mere stimulerende arbejdsmiljø kan hjælpe folk med at fastholde deres tænkeevner, og dette kan observeres flere år efter, at de er gået på pension.